# Мединци
Мединци су насељено место у саставу града Слатине, у Вировитичко-подравској жупанији, Република Хрватска.

## Историја
До територијалне реорганизације у Хрватској налазили су се у саставу старе општине Подравска Слатина.

### Други светски рат
У срезу Подравска Слатина порушене су православне цркве у Мединцима, Воћину, Лисичанима, Сухој Млаки, Добровићу, Новој Буковици, Подравској Слатини.

## Становништво
На попису становништва 2011. године, Мединци су имали 200 становника.

### Попис 1991.
На попису становништва 1991. године, насељено место Мединци је имало 395 становника, следећег националног састава:
| Попис 1991.‍  | Попис 1991.‍  | Попис 1991.‍ | Попис 1991.‍ | Попис 1991.‍ |
| ------------ | ------------ | ----------- | ----------- | ----------- |
|              |              |             |             |             |
| Срби         | Срби         |             | 270         | 68,35%      |
| Хрвати       | Хрвати       |             | 108         | 27,34%      |
| Југословени  | Југословени  |             | 10          | 2,53%       |
| остали       | остали       |             | 1           | 0,25%       |
| неопредељени | неопредељени |             | 3           | 0,75%       |
| непознато    | непознато    |             | 3           | 0,75%       |
| укупно: 395  |              |             |             |             |

## Знамените личности
- Јован Павловић, митрополит Српске православне цркве